# Anoplophora flavomaculata
Anoplophora flavomaculata là một loài bọ cánh cứng trong họ Cerambycidae.